# Bernardo Maria Conti

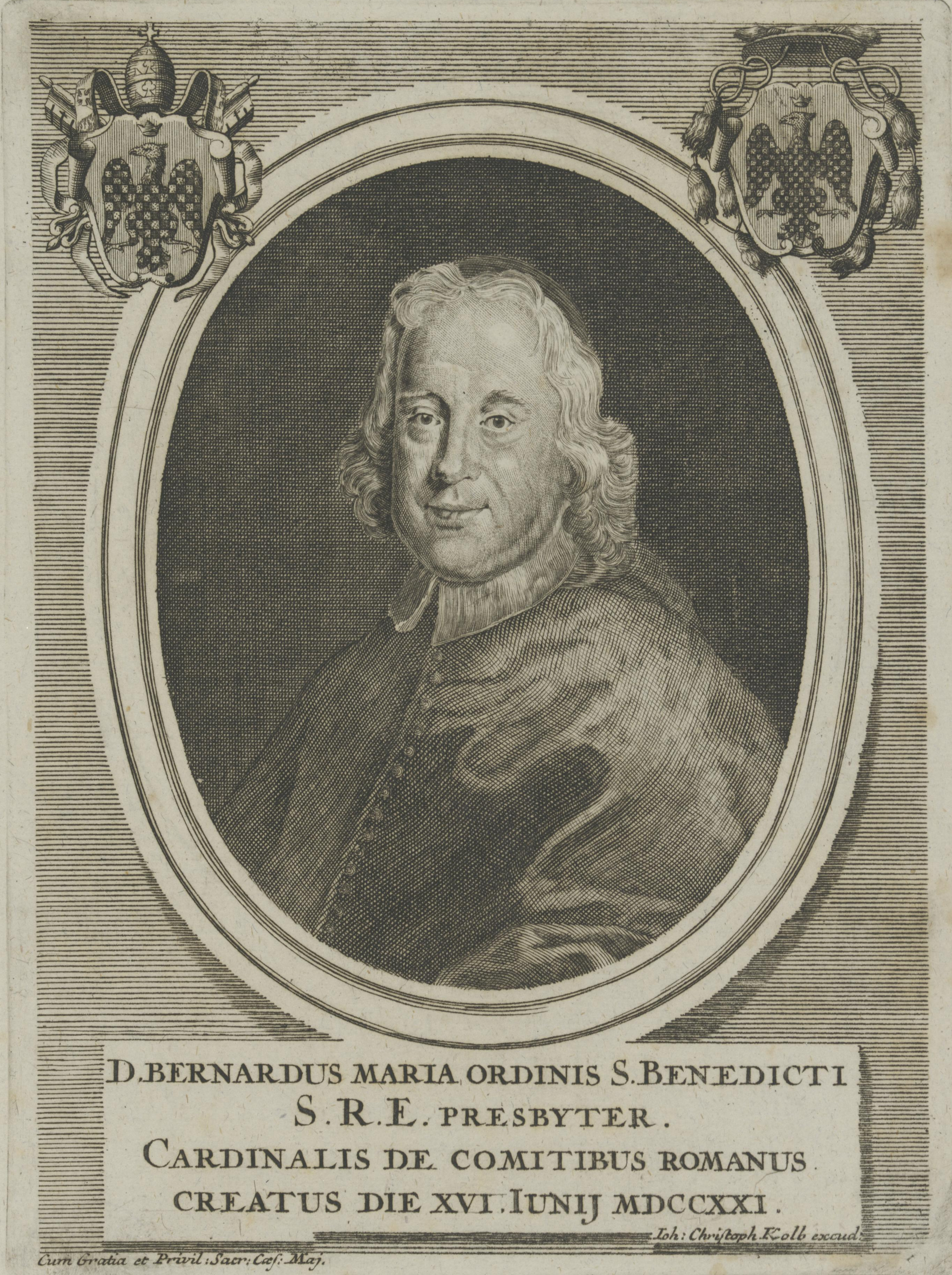
Bernardo Maria Kardinal Conti OSB (Porträtstich von Johann Christoph Kolb, ca. 1721)

Bernardo Maria Conti OSB (* 29. März 1664 in Rom; † 23. April 1730 ebenda) war ein italienischer Kardinal der Römischen Kirche. Er war ein Bruder von Papst Innozenz XIII.

## Leben
Im Jahr 1680 trat er in die römische Benediktinerabtei Sankt Paul vor den Mauern ein und empfing am 21. Dezember 1689 die Priesterweihe. Später wurde er zunächst Abt des Klosters Santa Maria di Gangi auf Sizilien und dann Abt der Abtei Farfa und Visitator der Cassinesischen Benediktinerkongregation für die Ordensprovinzen Rom, Etrurien und Neapel.
Am 1. Dezember 1710 berief man Conti zum Bischof von Terracina, worauf er in Rom am 4. Januar 1711 durch seinen Bruder, Kardinal Michelangelo Conti, die Bischofsweihe empfing. Am 3. Juni 1720 resignierte er krankheitshalber als Bischof von Terracina und zog sich an den Sitz eines Bruders, des Herzogs von Poli, zurück. Im Konsistorium vom 16. Juni 1721 wurde Conti durch seinen mittlerweile zum Papst Innozenz XIII. gewählten Bruder Michelangelo zum Kardinal erhoben und kurz darauf zum Kardinalpriester mit der Titelkirche San Bernardo alle Terme bestellt. Von 1721 bis 1730 war er Kardinalgroßpönitentiar.
Kardinal Conti nahm am Konklave 1724 teil, aus dem Benedikt XIII. als neuer Papst hervorging.
Bernardo Maria Conti starb während des Konklaves 1730 und wurde in der Kirche Santa Maria in Via in Rom aufgebahrt, wo die Exequien wegen des Konklaves ohne die Teilnahme von Kardinälen begangen wurden. Später wurde sein Leichnam nach Tivoli überführt, wo er in der dortigen Kirche der Madonna della Mentorella beigesetzt wurde.